# Sportverein Röchling Völklingen 06 1974-1975
Questa voce raccoglie le informazioni riguardanti il Sportverein Röchling Völklingen 06 nelle competizioni ufficiali della stagione 1974-1975.

## Stagione
Nella stagione 1974-1975 il Rochling Volklingen, allenato da Helmuth Johannsen, concluse il campionato di 2. Bundesliga al 13º posto. In Coppa di Germania il Rochling Volklingen fu eliminato al primo turno dall'Eppingen.

## Rosa
| N. |                     | Ruolo | Calciatore         |
| -- | ------------------- | ----- | ------------------ |
|    | Germania (bandiera) | P     | Wolfgang Getrost   |
|    | Germania (bandiera) | P     | Jürgen Stars       |
|    | Germania (bandiera) | D     | Klaus Hommrich     |
|    | Germania (bandiera) | D     | Anton Jungfleisch  |
|    | Germania (bandiera) | D     | Hans-Werner Kremer |
|    | Germania (bandiera) | D     | Roland Latz        |
|    | Germania (bandiera) | D     | Werner Martin      |
|    | Germania (bandiera) | D     | Gerd Paulus        |
|    | Germania (bandiera) | C     | Horst Berg         |
|    | Germania (bandiera) | C     | Jürgen Janz        |
|    | Germania (bandiera) | C     | Marian Ossadnik    |

| N. |                        | Ruolo | Calciatore       |
| -- | ---------------------- | ----- | ---------------- |
|    | Germania (bandiera)    | C     | Peter Piroth     |
|    | Germania (bandiera)    | C     | Ralf Schmitt     |
|    | Germania (bandiera)    | C     | Walter Spohr     |
|    | Germania (bandiera)    | C     | Raimund Theobald |
|    | Germania (bandiera)    | C     | Gerd Werthmüller |
|    | Germania (bandiera)    | A     | Heinz Collec     |
|    | Lussemburgo (bandiera) | A     | Gilbert Dussier  |
|    | Germania (bandiera)    | A     | Jürgen Fuhrmann  |
|    | Germania (bandiera)    | A     | Claus Schygulla  |
|    | Germania (bandiera)    | A     | Gerd Warken      |
|    | Germania (bandiera)    | A     | Lothar Weschke   |

## Organigramma societario
Area tecnica
- Allenatore: Helmuth Johannsen
- Allenatore in seconda:
- Preparatore dei portieri:
- Preparatori atletici:

## Calciomercato

### Sessione estiva
| Acquisti | Acquisti          | Acquisti       | Acquisti |
| R.       | Nome              | da             | Modalità |
| -------- | ----------------- | -------------- | -------- |
| A        | Gilbert Dussier   | Jeunesse Esch  |          |
| C        | Jürgen Janz       | Magonza        |          |
| D        | Anton Jungfleisch | Saarbrücken    |          |
| C        | Ralf Schmitt      | Saarbrücken    |          |
| C        | Gerd Werthmüller  | Hertha Berlino |          |

| Cessioni | Cessioni    | Cessioni       | Cessioni |
| R.       | Nome        | a              | Modalità |
| -------- | ----------- | -------------- | -------- |
| C        | Raimund Heß | Wormatia Worms |          |

### Sessione invernale
| Acquisti | Acquisti | Acquisti | Acquisti |
| R.       | Nome     | da       | Modalità |
| -------- | -------- | -------- | -------- |

| Cessioni | Cessioni | Cessioni | Cessioni |
| R.       | Nome     | a        | Modalità |
| -------- | -------- | -------- | -------- |

## Risultati

### 2. Bundesliga

#### Girone di andata
| Arbitro: | Dreher |

|                    |           |                  |
| Größler 78’ (rig.) | Marcatori | 18’, 84’ Dussier |

| Arbitro: | Engelhardt |

|                                                   |           |              |
| Dussier 20’, 89’ Warken 25’ Weschke 86’ Spohr 88’ | Marcatori | 69’ Hartmann |

| Arbitro: | Aldinger |

|             |           |            |
| Heubeck 82’ | Marcatori | 13’ Warken |

| Arbitro: | Hoch |

|                       |           |               |
| Piroth 23’ Warken 36’ | Marcatori | 53’ Scheuring |

| Arbitro: | Fleischer |

|                  |           |  |
| Spannenkrebs 86’ | Marcatori |  |

| Arbitro: | Leonhard |

|           |           |                 |
| Spohr 46’ | Marcatori | 23’ Hohenwarter |

| Arbitro: | Haselberger |

|               |           |  |
| Obermeier 33’ | Marcatori |  |

| Arbitro: | Huster |

|                              |           |                                                   |
| Dussier 40’ (rig.) Spohr 81’ | Marcatori | 33’ Finkler 36’, 72’ Fazlić 79’ Magath 89’ Holzer |

| Arbitro: | Kettenbach |

|                      |           |                            |
| Lenz 34’, 83’ (rig.) | Marcatori | 9’ Werthmüller 66’ Dussier |

| Arbitro: | Hautz |

|            |           |           |
| Kremer 34’ | Marcatori | 50’ Laube |

| Pirmasens 12 ottobre 1974, ore 15:00 CET 11ª giornata | Pirmasens | 0 – 0 referto | Röchling Völklingen | Städtisches Stadion (3 500 spett.)\| Arbitro: \| Schumann \| |
| Arbitro:                                              | Schumann  |               |                     |                                                              |

| Arbitro: | Dittmer |

|           |           |            |
| Spohr 18’ | Marcatori | 75’ Werner |

| Arbitro: | Betz |

|                            |           |                        |
| Lange 23’ Drexler 40’, 86’ | Marcatori | 69’ Warken 84’ Dussier |

| Arbitro: | Kollmann |

|                                        |           |  |
| Warken 25’ Spohr 37’ (rig.) Paulus 51’ | Marcatori |  |

| Arbitro: | Scheffner |

|            |           |  |
| Keller 70’ | Marcatori |  |

| Arbitro: | Greiner |

|                                          |           |  |
| Schneider 11’, 13’ Mießmer 65’ Soyez 88’ | Marcatori |  |

| Arbitro: | Linn |

|            |           |                 |
| Dussier 1’ | Marcatori | 52’ Hiestermann |

| Arbitro: | Messmer |

|                                           |           |                       |
| Emmerich 21’ (rig.) Seubert 32’, 35’, 84’ | Marcatori | 20’, 43’, 87’ Dussier |

| Arbitro: | Dittmer |

|                                             |           |  |
| Warken 5’, 76’ Dussier 48’ (rig.), 75’, 88’ | Marcatori |  |

#### Girone di ritorno
| Arbitro: | Leonhard |

|             |           |             |
| Dussier 58’ | Marcatori | 36’ Größler |

| Arbitro: | Nützel |

|                   |           |  |
| Hartmann 55’, 77’ | Marcatori |  |

| Arbitro: | Dahler |

|             |           |  |
| Dussier 30’ | Marcatori |  |

| Arbitro: | Röder |

|          |           |  |
| Haug 64’ | Marcatori |  |

| Arbitro: | Hoch |

|  |           |                     |
|  | Marcatori | 84’ Grimm 89’ Laube |

| Arbitro: | Hautz |

|            |           |  |
| Renner 69’ | Marcatori |  |

| Arbitro: | Schröder |

|                                               |           |                            |
| Spohr 16’ Dussier 56’ Warken 81’ Ossadnik 83’ | Marcatori | 71’ Hoffmann 84’ Schnurrer |

| Arbitro: | Dellwing |

|                     |           |  |
| Denz 74’ Traser 75’ | Marcatori |  |

| Völklingen 23 marzo 1975, ore 15:00 CET 28ª giornata | Röchling Völklingen | 0 – 0 referto | Homburg | Hermann-Neuberger-Stadion (4 000 spett.)\| Arbitro: \| Nickel \| |
| Arbitro:                                             | Nickel              |               |         |                                                                  |

| Arbitro: | Hontheim |

|                                |           |                   |
| Spannenkrebs 15’, 90’ Dier 73’ | Marcatori | 66’ (aut.) Radtke |

| Arbitro: | Nützel |

|                       |           |  |
| Hommrich 20’ Janz 56’ | Marcatori |  |

| Arbitro: | Walz |

|                                 |           |          |
| Zapf 28’ Dürrschmidt 34’ (rig.) | Marcatori | 16’ Latz |

| Arbitro: | Kammann |

|                 |           |                          |
| Warken 18’, 61’ | Marcatori | 33’ Schmaltz 44’ Pampuch |

| Arbitro: | Quindeau |

|             |           |                 |
| Schmidt 47’ | Marcatori | 65’, 69’ Warken |

| Arbitro: | Kettenbach |

|                                    |           |             |
| Weschke 9’ Warken 27’ Ossadnik 90’ | Marcatori | 78’ Starzak |

| Völklingen 24 maggio 1975, ore 15:00 CET 35ª giornata | Röchling Völklingen | 0 – 0 referto | Chio Waldhof Mannheim | Hermann-Neuberger-Stadion (2 500 spett.)\| Arbitro: \| Linn \| |
| Arbitro:                                              | Linn                |               |                       |                                                                |

| Arbitro: | Engelhardt |

|               |           |            |
| Meininger 33’ | Marcatori | 34’ Kremer |

| Arbitro: | Dittmer |

|                                        |           |                                                          |
| Werthmüller 52’ Warken 61’ Weschke 63’ | Marcatori | 7’ Brunnhuber 16’ Aumeier 44’ (rig.) Emmerich 67’ Rother |

| Arbitro: | Ross |

|  |           |                                      |
|  | Marcatori | 15’, 77’ Spohr 70’ Paulus 80’ Warken |

### Coppa di Germania
| Arbitro: | Möckel |

|                  |           |                   |
| Störzer 35’, 52’ | Marcatori | 70’ (rig.) Warken |

## Statistiche

### Statistiche di squadra
| Competizione      | Punti | In casa | In casa | In casa | In casa | In casa | In casa | In trasferta | In trasferta | In trasferta | In trasferta | In trasferta | In trasferta | Totale | Totale | Totale | Totale | Totale | Totale | DR |
| Competizione      | Punti | G       | V       | N       | P       | Gf      | Gs      | G            | V            | N            | P            | Gf           | Gs           | G      | V      | N      | P      | Gf     | Gs     | DR |
| ----------------- | ----- | ------- | ------- | ------- | ------- | ------- | ------- | ------------ | ------------ | ------------ | ------------ | ------------ | ------------ | ------ | ------ | ------ | ------ | ------ | ------ | -- |
| 2. Bundesliga     | 34    | 19      | 8       | 8       | 3       | 37      | 23      | 19           | 3            | 4            | 12           | 19           | 31           | 38     | 11     | 12     | 15     | 56     | 54     | +2 |
| Coppa di Germania | -     | 0       | 0       | 0       | 0       | 0       | 0       | 1            | 0            | 0            | 1            | 1            | 2            | 1      | 0      | 0      | 1      | 1      | 2      | -1 |
| Totale            | 34    | 19      | 8       | 8       | 3       | 37      | 23      | 20           | 3            | 4            | 13           | 20           | 33           | 39     | 11     | 12     | 16     | 57     | 56     | +1 |

### Andamento in campionato
| Giornata  | 1 | 2 | 3 | 4 | 5 | 6 | 7  | 8  | 9 | 10 | 11 | 12 | 13 | 14 | 15 | 16 | 17 | 18 | 19 | 20 | 21 | 22 | 23 | 24 | 25 | 26 | 27 | 28 | 29 | 30 | 31 | 32 | 33 | 34 | 35 | 36 | 37 | 38 |
| --------- | - | - | - | - | - | - | -- | -- | - | -- | -- | -- | -- | -- | -- | -- | -- | -- | -- | -- | -- | -- | -- | -- | -- | -- | -- | -- | -- | -- | -- | -- | -- | -- | -- | -- | -- | -- |
| Luogo     | T | C | T | C | T | C | T  | C  | T | C  | T  | C  | T  | C  | T  | T  | C  | T  | C  | C  | T  | C  | T  | C  | T  | C  | T  | C  | T  | C  | T  | C  | T  | C  | C  | T  | C  | T  |
| Risultato | V | V | N | V | P | N | P  | P  | N | N  | N  | N  | P  | V  | P  | P  | N  | P  | V  | N  | P  | V  | P  | P  | P  | V  | P  | N  | P  | V  | P  | N  | V  | V  | N  | N  | P  | V  |
| Posizione | 6 | 1 | 1 | 1 | 3 | 5 | 10 | 11 | 9 | 10 | 11 | 9  | 12 | 8  | 11 | 13 | 12 | 13 | 12 | 12 | 15 | 12 | 13 | 14 | 15 | 14 | 15 | 15 | 16 | 15 | 15 | 15 | 15 | 14 | 13 | 13 | 14 | 13 |

Legenda:

Luogo: C = Casa; T = Trasferta. Risultato: V = Vittoria; N = Pareggio; P = Sconfitta.

### Statistiche dei giocatori
| Giocatore      | 2. Bundesliga | 2. Bundesliga | 2. Bundesliga | 2. Bundesliga | Coppa di Germania | Coppa di Germania | Coppa di Germania | Coppa di Germania | Totale   | Totale | Totale      | Totale     |
| Giocatore      | Presenze      | Reti          | Ammonizioni   | Espulsioni    | Presenze          | Reti              | Ammonizioni       | Espulsioni        | Presenze | Reti   | Ammonizioni | Espulsioni |
| -------------- | ------------- | ------------- | ------------- | ------------- | ----------------- | ----------------- | ----------------- | ----------------- | -------- | ------ | ----------- | ---------- |
| H. Berg        | 3             | 0             | 0             | 0             | 1                 | 0                 | 0                 | 0                 | 4        | 0      | 0           | 0          |
| H. Collec      | 13            | 0             | 0             | 0             | 0                 | 0                 | 0                 | 0                 | 13       | 0      | 0           | 0          |
| G. Dussier     | 27            | 17            | 1             | 0             | 0                 | 0                 | 0                 | 0                 | 27       | 17     | 1           | 0          |
| J. Fuhrmann    | 2             | 0             | 0             | 0             | 0                 | 0                 | 0                 | 0                 | 2        | 0      | 0           | 0          |
| W. Getrost     | 0             | 0             | 0             | 0             | 1                 | 0                 | 0                 | 0                 | 1        | 0      | 0           | 0          |
| K. Hommrich    | 32            | 1             | 2             | 0             | 1                 | 0                 | 0                 | 0                 | 33       | 1      | 2           | 0          |
| J. Janz        | 28            | 1             | 0             | 0             | 1                 | 0                 | 0                 | 0                 | 29       | 1      | 0           | 0          |
| A. Jungfleisch | 0             | 0             | 0             | 0             | 0                 | 0                 | 0                 | 0                 | 0        | 0      | 0           | 0          |
| H. Kremer      | 32            | 2             | 2             | 0             | 1                 | 0                 | 0                 | 0                 | 33       | 2      | 2           | 0          |
| R. Latz        | 37            | 1             | 1             | 0             | 1                 | 0                 | 0                 | 0                 | 38       | 1      | 1           | 0          |
| W. Martin      | 29            | 0             | 9             | 0             | 0                 | 0                 | 0                 | 0                 | 29       | 0      | 9           | 0          |
| M. Ossadnik    | 10            | 2             | 0             | 0             | 0                 | 0                 | 0                 | 0                 | 10       | 2      | 0           | 0          |
| G. Paulus      | 37            | 2             | 1             | 0             | 1                 | 0                 | 0                 | 0                 | 38       | 2      | 1           | 0          |
| P. Piroth      | 34            | 1             | 1             | 0             | 1                 | 0                 | 0                 | 0                 | 35       | 1      | 1           | 0          |
| R. Schmitt     | 10            | 0             | 0             | 0             | 1                 | 0                 | 0                 | 0                 | 11       | 0      | 0           | 0          |
| C. Schygulla   | 0             | 0             | 0             | 0             | 0                 | 0                 | 0                 | 0                 | 0        | 0      | 0           | 0          |
| W. Spohr       | 37            | 8             | 1             | 0             | 1                 | 0                 | 0                 | 0                 | 38       | 8      | 1           | 0          |
| J. Stars       | 38            | 0             | 1             | 0             | 0                 | 0                 | 0                 | 0                 | 38       | 0      | 1           | 0          |
| R. Theobald    | 7             | 0             | 0             | 0             | 1                 | 0                 | 0                 | 0                 | 8        | 0      | 0           | 0          |
| G. Warken      | 36            | 15            | 2             | 0             | 1                 | 1                 | 0                 | 0                 | 37       | 16     | 2           | 0          |
| G. Werthmüller | 14            | 2             | 0             | 0             | 0                 | 0                 | 0                 | 0                 | 14       | 2      | 0           | 0          |
| L. Weschke     | 36            | 3             | 4             | 0             | 1                 | 0                 | 0                 | 0                 | 37       | 3      | 4           | 0          |